# Shooty Babitt
Mack Neal « Shooty » Babitt (né le 9 mars 1959 à Oakland, Californie, États-Unis) est un ancien joueur de baseball, un ancien recruteur sportif et, depuis 2008, un des analystes aux matchs de baseball des Athletics d'Oakland télédiffusés au réseau Comcast SportsNet California. Au cours de sa brève carrière sportive, Babitt était joueur de deuxième but pendant une saison pour les Athletics d'Oakland de la Ligue majeure de baseball.

## Carrière
Shooty Babitt est repêché au 25e tour de sélection par l'équipe de sa ville natale, les Athletics d'Oakland, en 1977. Il débute dans le baseball majeur avec les A's le 9 avril 1981 et frappe en lieu sûr à ses 7 premières parties jouées, l'une des plus longues séries du genre par un joueur recrue de la franchise. Après un bon départ, il n'est plus dans le bonnes grâces du gérant de l'équipe, Billy Martin, qui ordonne en seconde moitié de saison son renvoi aux ligues mineures. Bien qu'il soit rappelé par le club en août et pour deux rencontres en septembre, Babitt est écarté de l'effectif durant les séries éliminatoires à l'automne. En 54 matchs joués dans cette courte saison amputée du tiers environ par une grève des joueurs, Babitt termine 5e au vote de fin d'année qui désigne la recrue par excellence de la Ligue américaine. Il évolue au deuxième but et, en attaque, réussit 40 coups sûrs, dont un double et 3 triples, pour une moyenne au bâton de ,256. Il récolte 14 points produits, marque 10 points et réussit 5 buts volés en 9 tentatives. C'est sa seule saison dans les majeures : il amorce l'année suivante dans les mineures avec un club-école d'Oakland pour ensuite passer la fin de l'année 1982 et les campagnes 1983 et 1984 avec des équipes mineures affiliées aux Expos de Montréal.
Après sa carrière de joueur, Babitt est dépisteur pour les Diamondbacks de l'Arizona puis les Mets de New York,, deux clubs des Ligues majeures. À partir de 2008, celui qui est à ce moment toujours recruteur chez les Mets devient analyste à la chaîne télévisée Comcast SportsNet California, où il est analyste lors des émissions d'avant et après-match des A's d'Oakland. À partir de 2014, il est également analyste lors des matchs en quelques occasions durant la saison, aux côtés du descripteur Gene Kuiper.